# Aaron Holiday
Aaron Holiday, né le 30 septembre 1996 à Ruston en Louisiane, est un joueur américain de basket-ball évoluant au poste de meneur.

## Biographie

### Carrière universitaire
Entre 2015 et 2018, il joue pour les Bruins d'UCLA à l'université de Californie à Los Angeles.
Après ses trois saisons universitaires avec UCLA, il se présente à la draft 2018 de la NBA.

### Carrière professionnelle

#### Pacers de l'Indiana (2018-2021)
Le 21 juin 2018, il est sélectionné en 23e position par les Pacers de l'Indiana. 

#### Wizards de Washington (2021 - fév.2022)
Le soir de la draft 2021, il est envoyé vers les Wizards de Washington avec Kentavious Caldwell-Pope, Spencer Dinwiddie, Montrezl Harrell, Kyle Kuzma, les droits de draft d'Isaiah Todd, un second tour de draft 2022 et de l'argent en échange de Chandler Hutchison, Russell Westbrook et cinq seconds tours de draft.

#### Suns de Phoenix (fév. - juil.2022)
Le 10 février 2022, il est transféré aux Suns de Phoenix.

#### Hawks d'Atlanta (2022-2023)
Le 6 juillet 2022, il s'engage avec les Hawks d'Atlanta.

#### Rockets de Houston (depuis 2023)
Le 10 juillet 2023, il signe pour une saison avec les Rockets de Houston.
En juillet 2024, après une saison convaincante à 6,6 points et 1,8 passe décisive de moyenne, il prolonge avec les Rockets pour 10 millions de dollars sur deux saisons.

## Statistiques

### Universitaires
| Saison    | Équipe   | Matchs | Titul. | Min./m | % Tir | % 3pts | % LF | Rbds/m. | Pass/m. | Int/m. | Ctr/m. | Pts/m. |
| --------- | -------- | ------ | ------ | ------ | ----- | ------ | ---- | ------- | ------- | ------ | ------ | ------ |
| 2015-2016 | UCLA     | 32     | 32     | 31,7   | 39,4  | 41,9   | 72,7 | 3,00    | 4,00    | 1,40   | 0,30   | 10,30  |
| 2016-2017 | UCLA     | 36     | 0      | 26,4   | 48,5  | 41,1   | 79,3 | 2,90    | 4,40    | 1,10   | 0,20   | 12,30  |
| 2017-2018 | UCLA     | 33     | 33     | 37,7   | 46,1  | 42,9   | 82,8 | 3,70    | 5,80    | 1,30   | 0,20   | 20,30  |
| Carrière  | Carrière | 101    | 65     | 31,8   | 45,0  | 42,2   | 79,5 | 3,20    | 4,70    | 1,20   | 0,20   | 14,30  |

### Professionnelles

#### Saison régulière
| Saison    | Équipe     | Matchs | Titul. | Min./m | % Tir | % 3pts | % LF | Rbds/m. | Pass/m. | Int/m. | Ctr/m. | Pts/m. |
| --------- | ---------- | ------ | ------ | ------ | ----- | ------ | ---- | ------- | ------- | ------ | ------ | ------ |
| 2018-2019 | Indiana    | 50     | 0      | 12,9   | 40,1  | 33,9   | 82,0 | 1,30    | 1,70    | 0,40   | 0,30   | 5,90   |
| 2019-2020 | Indiana    | 66     | 33     | 24,5   | 41,4  | 39,4   | 85,1 | 2,40    | 3,40    | 0,80   | 0,20   | 9,50   |
| 2020-2021 | Indiana    | 66     | 8      | 17,8   | 39,0  | 36,8   | 81,9 | 1,30    | 1,90    | 0,70   | 0,20   | 7,20   |
| 2021-2022 | Washington | 41     | 14     | 16,2   | 46,7  | 34,3   | 80,0 | 1,60    | 1,90    | 0,60   | 0,20   | 6,10   |
| 2021-2022 | Phoenix    | 22     | 1      | 16,3   | 41,1  | 44,4   | 93,9 | 2,50    | 3,40    | 0,80   | 0,00   | 6,80   |
| 2022-2023 | Atlanta    | 63     | 6      | 13,4   | 41,8  | 40,9   | 84,4 | 1,20    | 1,40    | 0,60   | 0,20   | 3,90   |
| Carrière  | Carrière   | 308    | 62     | 17,2   | 41,3  | 37,7   | 84,1 | 1,60    | 2,20    | 0,70   | 0,20   | 6,60   |

#### Playoffs
| Saison   | Équipe   | Matchs | Titul. | Min./m | % Tir | % 3pts | % LF | Rbds/m. | Pass/m. | Int/m. | Ctr/m. | Pts/m. |
| -------- | -------- | ------ | ------ | ------ | ----- | ------ | ---- | ------- | ------- | ------ | ------ | ------ |
| 2019     | Indiana  | 3      | 0      | 4,3    | 40,0  | 50,0   | –    | 0,00    | 0,00    | 0,00   | 0,00   | 1,70   |
| 2020     | Indiana  | 4      | 2      | 18,0   | 57,1  | 44,4   | 60,0 | 1,30    | 2,50    | 1,00   | 0,00   | 7,80   |
| 2022     | Phoenix  | 6      | 0      | 3,3    | 57,1  | 71,4   | 0,0  | 0,50    | 1,50    | 0,50   | 0,20   | 3,50   |
| 2023     | Atlanta  | 1      | 0      | 4,0    | –     | –      | –    | 0,00    | 1,00    | 0,00   | 0,00   | 0,00   |
| Carrière | Carrière | 14     | 2      | 7,8    | 55,0  | 55,6   | 50,0 | 0,60    | 1,40    | 0,50   | 0,10   | 4,10   |

## Records sur une rencontre en NBA
Les records personnels d'Aaron Holiday en NBA sont les suivants, :
| Type de statistique        | Saison régulière | Saison régulière                  | Saison régulière | Playoffs | Playoffs            | Playoffs     |
| Type de statistique        | Record           | Adversaire                        | Date             | Record   | Adversaire          | Date         |
| -------------------------- | ---------------- | --------------------------------- | ---------------- | -------- | ------------------- | ------------ |
| Points                     | 25               | @ Pelicans de La Nouvelle-Orléans | 28 décembre 2019 | 12       | Heat de Miami       | 20 août 2020 |
| Paniers marqués            | 10               | @ Nets de Brooklyn                | 18 novembre 2019 | 5        | Heat de Miami       | 20 août 2020 |
| Paniers tentés             | 19               | 2 fois                            | 2 fois           | 9        | Heat de Miami       | 20 août 2020 |
| Paniers à 3 points réussis | 6                | 2 fois                            | 2 fois           | 2        | 2 fois              | 2 fois       |
| Paniers à 3 points tentés  | 10               | 2 fois                            | 2 fois           | 3        | 2 fois              | 2 fois       |
| Lancers francs réussis     | 9                | Hornets de Charlotte              | 15 décembre 2019 | 2        | Heat de Miami       | 18 août 2020 |
| Lancers francs tentés      | 10               | Hornets de Charlotte              | 15 décembre 2019 | 3        | @ Heat de Miami     | 22 août 2020 |
| Rebonds offensifs          | 3                | Trail Blazers de Portland         | 15 janvier 2022  | 2        | Mavericks de Dallas | 10 mai 2022  |
| Rebonds défensifs          | 7                | Jazz de l'Utah                    | 19 novembre 2018 | 2        | Heat de Miami       | 18 août 2020 |
| Rebonds totaux             | 7                | 2 fois                            | 2 fois           | 3        | Heat de Miami       | 18 août 2020 |
| Passes décisives           | 13               | @ Nets de Brooklyn                | 18 novembre 2019 | 5        | Heat de Miami       | 20 août 2020 |
| Interceptions              | 4                | Lakers de Los Angeles             | 13 mars 2022     | 2        | 2 fois              | 2 fois       |
| Contres                    | 2                | 4 fois                            | 4 fois           | 1        | Mavericks de Dallas | 15 mai 2022  |
| Balles perdues             | 5                | 2 fois                            | 2 fois           | 2        | Heat de Miami       | 20 août 2020 |
| Minutes jouées             | 37               | @ Suns de Phoenix                 | 6 août 2020      | 22       | @ Heat de Miami     | 22 août 2020 |

- Double-double : 4
- Triple-double : 0

Dernière mise à jour : 17 août 2022

## Vie privée
Il est le frère cadet de Jrue Holiday, meneur des Celtics de Boston, et de Justin Holiday, ailier pour les Nuggets de Denver.